# 보이콧
보이콧(영어: boycott) 또는 불매동맹(不買同盟)은 항의의 수단으로 항의 대상과의 거래를 끊거나 항의 대상과 관련한 상품의 구매, 사용을 중단하는 자발적인 소비자 운동의 하나이다.

## 어원

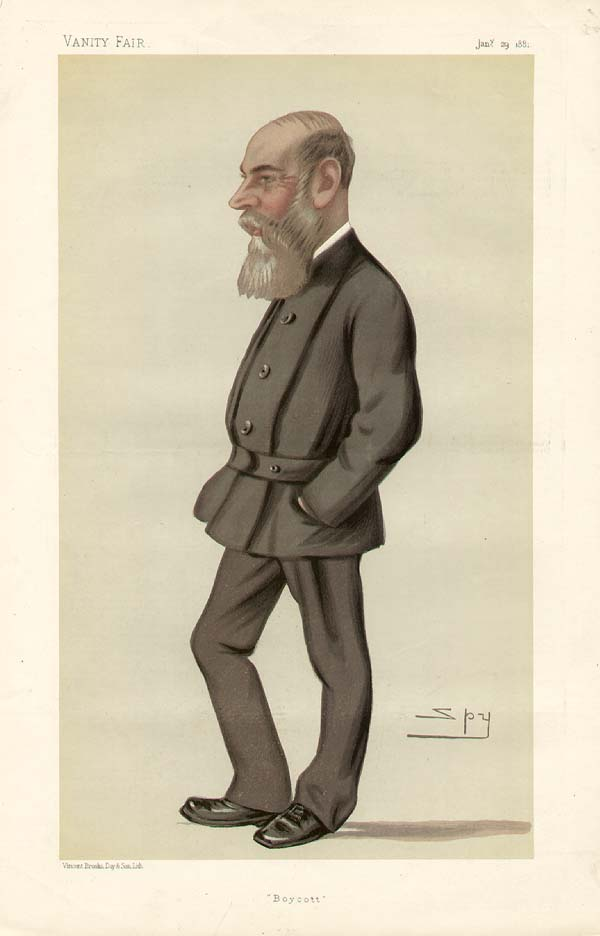
베니티 페어에 실린 찰스 C. 보이콧의 캐리커처

보이콧(Boycott)이라는 말은 ‘찰스 보이콧’(Charles Boycott)의 이름에서 유래한다. 그는 아일랜드 메이요주의 지주인 언 백작(Earl Erne)의 부재 중 재산관리인이었다. 1880년 아일랜드토지연맹(Irish Land League)은 착취로부터 토지 임차인을 보호하는 캠페인의 일환으로 언 백작의 재산 유지를 위해 필요한 지역 노동자들을 철수시켰다. 보이콧이 캠페인을 무력화시키려고 노력했지만 도리어 연맹에 의해 지역 사회에서 고립됐다. 이웃들은 그에게 말조차 걸지 않았고 가게들은 그에게 물건을 팔지 않았다. 지역 노동자들은 그를 위해 일하기를 거부했다.
그러나 찰스 보이콧이 관리하는 토지의 경작물 수확을 돕기 위해 50명의 오렌지 당원(orangemen)이 카반(County Cavan)과 모나한(County Monaghan) 지방에서 왔다. 1,000명의 경찰과 군인이 마요 지방의 클래어모리스(Claremorris) 마을에서부터 그들을 호위했다. 찰스 보이콧은 지역사회로부터 추방됐지만 해를 당할 염려는 없었다. 수확이 끝난 후에도 캠페인은 계속됐다. 1880년 12월 1일 보이콧은 관재인의 자리에서 내려와 가족과 함께 영국으로 돌아갔다.
마이클 다빗(Michael Davitt)은 《아일랜드 봉건 제도의 붕괴》(The Fall of Feudalism in Ireland)라는 책에서 "보이콧"이라는 단어를 "보이콧처럼 사회적으로 배척되는 것"의 뜻으로 사용하였다.

## 법적 의미

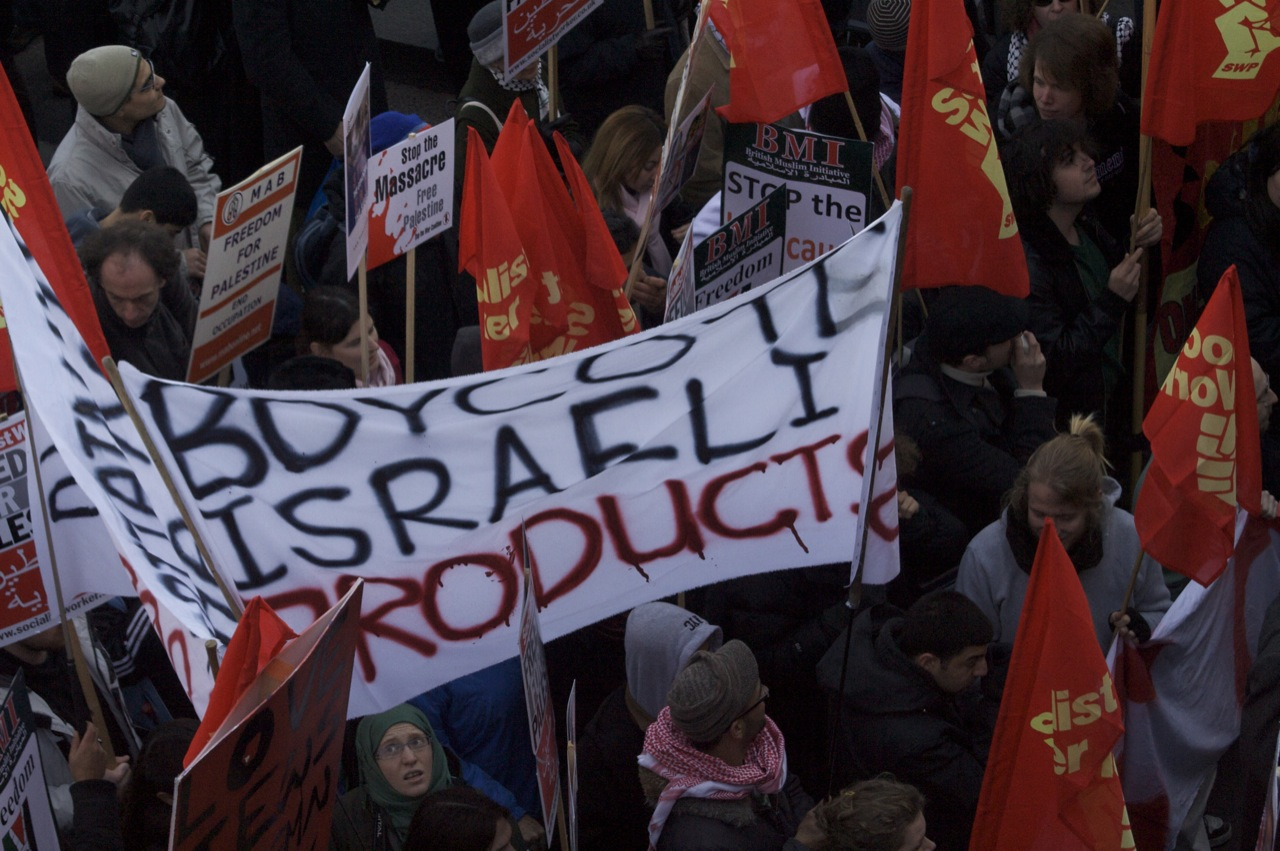
반이스라엘 보이콧을 요구하는 시위자들

- 노동법에서의 보이콧

노동조합에 의한 쟁의의 한 방법이다. 즉 쟁의 중 그 기업의 제품을 조직적·집단적으로 구매하지 않도록 배척하는 것을 말한다. 사용자에게 압력을 가하기 위한 수단이다.
- 국제법에서의 보이콧

어떤 나라의 국민이 공동으로 특정 국가의 상품을 불매하는 것을 말한다. 이와 같이 자발적 불매가 공동 불매로 돼버린 경우, 국가책임은 물을 수 없다.

## 구분
- 1차 보이콧(Primary boycott)

노동조합, 시민단체 등 정치적 단체가 회원과 일반 시민에게 노동쟁의나 정치적 분쟁과 관련된 회사의 제품의 불매를 주장하는 운동이다. 1차 보이콧은 일반적으로 노사 교섭 중에 발생한다.
- 2차 보이콧(Secondary boycott)

노동자가 파업이나 1차 보이콧의 대상이 된 특정 회사와의 거래를 중단할 것을 다른 회사에게 요구하는 운동이다.

## 사례
미국 독립혁명 때 미국은 영국 상품 불매 운동을 벌였다. 인도에 대한 영국의 지배력을 약화시키기 위해 간디는 영국 상품 불매 운동 등을 포함한 스와데시 운동을 주도했다. 중국은 5·4 운동 중 일본 상품 불매 운동을 함께 했다. 일본 제국의 식민지 시절 한국은 국산품 애용 운동을 포함하는 물산장려운동을 벌였다. 나치 독일은 반유대주의 감정으로 유대인 회사에 대한 보이콧을 했다. 아랍 연맹은 영토 문제로 이스라엘에 대한 보이콧을 했다. 소련의 아프가니스탄 침공에 대한 항의의 뜻으로 미국을 포함한 80개 국가는 1980년 모스크바 하계 올림픽을 보이콧했다. 이에 대한 보복으로 소련을 포함한 14개 국가는 1984년 로스앤젤레스 하계 올림픽을 보이콧했다.
2019년 대한민국에서도 일본의 한국을 전략물자 수출우대국(백색국가)에서 한국을 제외하자 이에 한국인들의 반일감정 격화로 불매운동이 전국적으로 확산되었다(2019년 대한민국의 일본 제품 불매 운동).

## 같이 보기
- 엠바고
- 비관세 장벽(NTB, NTM)
- 무저항주의
- 윤리적 소비